# Arbeitnehmer-Entsendegesetz
Das Arbeitnehmer-Entsendegesetz (AEntG) ist ein Gesetz, auf dessen Grundlage in Deutschland in bestimmten Branchen Mindeststandards für Arbeitsbedingungen festgelegt werden können. Ziel des Gesetzes ist die Festschreibung zwingender Arbeitsbedingungen für Arbeitnehmer, die von im Ausland ansässigen Arbeitgebern zur grenzüberschreitenden Erbringung von Dienstleistungen, insbesondere im Bauhaupt- und Baunebengewerbe, nach Deutschland entsandt werden. Daneben bietet das Gesetz aber auch eine rechtliche Möglichkeit, auch für alle im Inland tätigen Arbeitnehmer Mindestarbeitsbedingungen zur Geltung zu bringen.
Die zwingenden Arbeitsbedingungen müssen in einem nach § 5 Tarifvertragsgesetz (TVG) allgemeinverbindlichen oder durch Rechtsverordnung des Bundesministeriums für Arbeit und Soziales aufgrund des AEntG dazu erklärten Tarifvertrag festgelegt worden sein. Für die Pflegebranche können allgemeinverbindliche Mindestarbeitsbedingungen auch in einer Rechtsverordnung festgelegt werden, wenn die Arbeitsbedingungen nicht in einem Tarifvertrag geregelt sind, sondern von einer Kommission nach § 12 AEntG vorgeschlagen worden sind.
Die zwingenden Arbeitsbedingungen beziehen sich insbesondere auf Lohn (Mindestlohn), Urlaubsanspruch, Arbeits- und Gesundheitsschutz und Bedingungen für die Überlassung von Arbeitskräften.

## Wandlung des Gesetzes
Das AEntG war ursprünglich ein rein protektionistisches Gesetz, das deutsche Bauunternehmer und Bauarbeiter (und die zahlenmäßig marginale Seeschifffahrtsassistenz) vor ausländischer Billigkonkurrenz schützen sollte. Nach dem Gesetz mussten (und müssen) ausländische Bauunternehmen ihren nach Deutschland entsandten Arbeitern ein Entgelt nach dem deutschen (Mindestlohn-)Tarifvertrag für das Baugewerbe zahlen, wenn dieser Tarifvertrag in Deutschland allgemeinverbindlich erklärt wurde.
Als das AEntG geschaffen wurde, konnte die Allgemeinverbindlichkeit eines Tarifvertrags allein unter den Voraussetzungen des § 5 TVG erreicht werden, wonach u. a. die Spitzenorganisationen der Arbeitgeber der Allgemeinverbindlichkeit zustimmen müssen.
Nachdem die Allgemeinverbindlicherklärung desjenigen Mindestlohntarifvertrags, den die Tarifvertragsparteien des Baugewerbes im Hinblick auf das AEntG geschlossen hatten, am Widerstand der Bundesvereinigung der Deutschen Arbeitgeberverbände (BDA) gescheitert war, wurde das AEntG um die Möglichkeit erweitert, die Allgemeinverbindlichkeit eines Tarifvertrags auf einem anderen Weg als nach dem TVG zu konstituieren. Aufgrund des 1998 in das Gesetz eingefügten § 1 Abs. 3a AEntG 1996 konnte nunmehr auch der Bundesminister für Arbeit und Soziales durch Rechtsverordnung die Allgemeinverbindlichkeit eines Tarifvertrag herstellen. Dies kann auch gegen den Willen der Spitzenorganisationen der Arbeitgeber geschehen. Außerdem ist nicht erforderlich, dass die tarifgebundenen Arbeitgeber mindestens die Hälfte der im Geltungsbereich des Tarifvertrags tätigen Arbeitnehmer beschäftigen. Schließlich muss auch nicht der Bundesrat der Rechtsverordnung und damit der Allgemeinverbindlichkeit des Tarifvertrags zustimmen.
Zunächst blieb der Anwendungsbereich des AEntG auf das Baugewerbe beschränkt. Mitte 2007 kam das Gebäudereinigerhandwerk hinzu, das sich ebenfalls mit einer verstärkten Konkurrenz aus dem Ausland konfrontiert sah.
Auf politisch interessierter Seite erkannte man aber schnell, dass durch den neuen § 1 Abs. 3a AEntG 1996 eine rechtliche Möglichkeit eröffnet war, Mindestarbeitsbedingungen, insbesondere einen Mindestlohn im Inland durchzusetzen, wobei der Schutz vor ausländischer Konkurrenz nur eine untergeordnete Rolle spielte. Entscheidend ist, dass für eine Branche ein allgemeinverbindlicher (Mindest-)Lohn erreicht werden kann, auch gegen den Willen bestimmter Teile der Arbeitgeber und ohne dass die tarifgebundenen Arbeitgeber mindestens die Hälfte der Arbeitnehmer der Branche beschäftigen müssen.
Der Geltungsbereich des AEntG musste allerdings zunächst auf die Branche erweitert werden, für die ein Mindestlohn eingeführt werden soll. Daneben mussten sich die Tarifvertragsparteien der betreffenden Branche auf einen Mindestlohn verständigen, der dann per Rechtsverordnung allgemeinverbindlich erklärt werden kann. Dies wurde Ende 2007 für den Bereich der Briefdienstleistungen erreicht.
Das Gesetz wurde 2009 reformiert und neu gefasst. Dabei wurden weitere sechs Branchen einbezogen, in denen Mindestarbeitsbedingungen durch Rechtsverordnung festgelegt werden können.

## Branchen, für die das AEntG gilt
Gegenwärtig (Stand 1. August 2012) gibt es zwingende Arbeitsbedingungen in den Bereichen:
- Abfallwirtschaft einschließlich Straßenreinigung und Winterdienst
- Aus- und Weiterbildungsdienstleistungen nach dem Zweiten und Dritten Buch Sozialgesetzbuch
- Bauhauptgewerbe
- Bergbauspezialarbeiten auf Steinkohlebergwerken
- Dachdeckerhandwerk
- Elektrohandwerk
- Gebäudereinigung
- Maler- und Lackiererhandwerk
- Pflegebranche (Altenpflege und häusliche Krankenpflege)
- Sicherheitsdienstleistungen
- Wäschereidienstleistungen im Objektkundengeschäft

Ein Branchen-Mindestlohn ist verbindlich für:
- alle Arbeitgeber mit Sitz in Deutschland und ihre im Geltungsbereich des Tarifvertrags beschäftigten Arbeitnehmer,
- alle Arbeitgeber mit Sitz im Ausland und ihre in Deutschland im Geltungsbereich des Tarifvertrags beschäftigen Arbeitnehmer
- alle Verleih-Arbeitgeber und Leiharbeitnehmer, wenn der Entleiher den Leiharbeitnehmer mit Tätigkeiten beschäftigt, die in den Geltungsbereich des Tarifvertrags fallen.

Ein Mindestlohn ist rechtlich außerdem in folgenden Branchen möglich, jedoch zurzeit nicht gegeben:
- Briefdienstleistungen: Der allgemeine Mindestlohn für die Briefdienstleistungsbranche wurde vom Bundesverwaltungsgericht für unwirksam erklärt.[3]

Die Forderung, auch die Zeitarbeitsbranche in das Arbeitnehmer-Entsendegesetz einzubeziehen, wurde vom Gesetzgeber nicht aufgegriffen; für diese wurde aber 2011 im Arbeitnehmerüberlassungsgesetz die Möglichkeit einer Lohnuntergrenze vorgesehen. Die Seeschifffahrtsassistenz (Hafenarbeiter) ist seit dem 1. Juli 2007 aus dem Geltungsbereich des Gesetzes herausgenommen worden. Die Allgemeinverbindlichkeit des Mindestlohns im Abbruchgewerbe ist am 31. Dezember 2008 abgelaufen, so dass der Mindestlohn in dieser Branche nicht mehr gilt.

## Umsetzung der europarechtlichen Entsenderichtlinie
Das deutsche Arbeitnehmer-Entsendegesetz war bereits vor dem Erlass der europäischen Richtlinie 96/71/EG über die Entsendung von Arbeitnehmern verabschiedet worden und wurde 1998 an die europarechtlichen Vorgaben angepasst. Es ist allerdings umstritten, ob durch das AEntG die Richtlinie in dem gebotenen Umfang in nationales deutsches Recht umgesetzt worden ist, weil der Geltungsbereich des AEntG nur auf wenige Branchen beschränkt ist.

## Neufassung des Arbeitnehmer-Entsendegesetzes 2009
Durch die am 24. April 2009 in Kraft getretene Neufassung des AEntG wurde das zuvor mehrfach geänderte Gesetz übersichtlicher gestaltet. Neu ist, dass sich künftig zunächst ein Tarifausschuss mit einem Antrag von Branchen zu befassen hat, die erstmals die Aufnahme in das Gesetz zur Etablierung verbindlicher Branchen-Mindestlöhne anstreben (§ 7 Abs. 5 AEntG 2009). Im Unterschied zum AEntG 1996 darf ein Tarifvertrag nur dann durch eine Rechtsverordnung aufgrund des AEntG für allgemeinverbindlich erklärt werden, wenn hieran ein öffentliches Interesse besteht (§ 7 Abs. 1 Satz 2 AEntG 2009). Wegen der zunehmenden Differenzierung der Tariflandschaft muss der Verordnungsgeber für den Fall konkurrierender Tarifverträge berücksichtigen, ob der Tarifvertrag repräsentativ ist. Dabei ist insbesondere auf die Zahl der jeweils tarifgebundenen Arbeitgeber und der bei ihnen beschäftigten Arbeitnehmer sowie die Zahl der jeweils tarifgebundenen Mitglieder der tarifvertragschließenden Gewerkschaft abzustellen (§ 7 Abs. 2 AEntG 2009). Liegen mehrere Anträge auf Allgemeinverbindlicherklärung vor, müssen die widerstreitenden Grundrechtsinteressen der Tarifvertragsparteien zu einem schonenden Ausgleich gebracht werden (§ 7 Abs. 3 AEntG 2009).
Eine besondere Regelung wurde für die Pflegebranche getroffen. Dazu gehören Betriebe oder selbstständige Betriebsabteilungen aus dem Bereich der ambulanten, teilstationären oder stationären Pflege sowie der ambulanten Krankenpflege, nicht aber Krankenhäuser und Einrichtungen für Behinderte. In der Pflegebranche sind in großem Umfang kirchliche Arbeitgeber aktiv, die sich keinem Tarifvertrag unterwerfen wollen, da sie darin einen Eingriff in ihr Selbstbestimmungsrecht sehen und die deshalb besondere kirchenarbeitsrechtliche Regelungen geschaffen haben. Um dem gerecht zu werden, wurde eine sogenannte Kommissionslösung erdacht (§ 12 AEntG 2009). In einer paritätisch besetzten Kommission, die auf Antrag einer Tarifvertragspartei oder der kirchlichen Dienstgeber- oder der Dienstnehmerseite errichtet wird, können Mindestarbeitsbedingungen vereinbart werden, die dann per Rechtsverordnung für die gesamte Pflegebranche verbindlich werden können. In der Kommission sind neben den nicht-kirchlichen Pflege-Arbeitgebern und den für die Pflegebranche tarifzuständigen Gewerkschaften auch die kirchlichen Pflege-Arbeitgeber (Dienstgeber) und die Arbeitnehmer aus dem kirchlichen Bereich (Dienstnehmer) jeweils mit zwei Mitgliedern vertreten.
Die Kommission ist nur beschlussfähig, wenn alle Mitglieder anwesend oder vertreten sind. Aufgrund der in § 12 Abs. 5 AEntG vorgeschriebenen Abstimmungsmodalitäten kann im Ergebnis jede der vier beteiligten Seiten einen Beschluss und damit einem Mindestlohn verhindern, wenn beide Kommissionsmitglieder der Seite gegen einen Beschlussvorschlag stimmen. Stimmt ein Mitglied einer Seite dafür, das andere dagegen, so müssen die Mitglieder der anderen Seiten jeweils geschlossen für einen Vorschlag stimmen, damit ein Beschluss zustande kommt. Ein Kommissionsbeschluss kommt dadurch beispielsweise nur zustande, wenn er mindestens von drei Vierteln der kirchlichen Arbeitgeber und der kirchlichen Arbeitnehmer mitgetragen wird.

## Erlöschen eines Anspruches auf Mindestlohn nach dem AEntG (Stand 12/16)

### Überblick
Ein Anspruch auf Mindestlohn nach dem AEntG kann insbesondere erlöschen durch
- Verzicht
- Verwirkung
- Ausschlussfristen
- Verjährung.

Hinsichtlich der Verjährung gilt die übliche dreijährige Verjährungsfrist. Für Verzicht, Verwirkung und Ausschlussfristen trifft § 9 AEntG spezielle Regelungen, die ein Verbotsgesetz im Sinne des § 134 BGB sind, d. h. abweichende Regelungen sind unwirksam.

### Verzicht
Nach § 9 Satz 1 AEntG gilt: „Ein Verzicht auf den entstandenen Anspruch auf das Mindestentgelt nach § 8 ist nur durch gerichtlichen Vergleich zulässig; im Übrigen ist ein Verzicht ausgeschlossen.“

### Verwirkung
§ 9 Satz 2 AEntG schließt die rechtliche Möglichkeit der (eher seltenen) Verwirkung eines Anspruches auf Mindestentgelt nach § 8 AEntG aus.

### Ausschlussfristen
Für die Praxis wichtig ist das weitgehende Verbot von Ausschlussfristen in § 9 Satz 3 AEntG. Zu unterscheiden sind Regelungen in Tarifverträgen und in Arbeitsverträgen.
Tarifvertragliche Ausschlussfristenregelungen
Nach § 9 Satz 3 AEntG können Ausschlussfristen für Mindestlohnansprüche nur in Tarifverträgen geregelt werden und dies nur im Rahmen der Vorgaben des § 9 Satz 3 AEntG: „Ausschlussfristen für die Geltendmachung des Anspruchs können ausschließlich in dem für allgemeinverbindlich erklärten Tarifvertrag nach den §§ 4 bis 6 oder dem der Rechtsverordnung nach § 7 zugrunde liegenden Tarifvertrag geregelt werden; die Frist muss mindestens sechs Monate betragen.“
Arbeitsvertragliche Ausschlussfristen
Nach § 9 Satz 3 AEntG können in einem Arbeitsvertrag nicht wirksam Ausschlussfristen für Mindestlohnansprüche nach dem AEntG vereinbart werden. In der Praxis gibt es aber viele Arbeitsverträge mit Ausschlussfristen in den dem Mindestlohn nach dem AEntG unterliegenden Branchen. Die Frage, ob arbeitsvertragliche Ausschlussfristen – so sie ansonsten wirksam wären – zumindest die nicht den Mindestlohn betreffenden Ansprüche erfassen, hat das BAG in seinem Urteil vom 24. August 2016 - 5 AZR 703/15 = NZA 2016, 1539 dahingehend entschieden, dass jedenfalls im Fall von "Neuverträgen" (= Verträge nach Inkrafttreten der jeweiligen Mindestlohnverordnung) eine allgemeine (pauschale) arbeitsvertragliche Ausschlussfristenregelung unwirksam ist, wenn nicht klar und deutlich deren Geltung für den Mindestlohn ausgenommen ist. Mit anderen Worten: kann der gewöhnliche Arbeitnehmer der Ausschlussfristenregelung nicht entnehmen, dass sie nicht für den Mindestlohn gilt, gilt sie (nur zu Lasten des Arbeitgebers) überhaupt nicht, d. h. auch nicht für sonstige Ansprüche. Für "Altverträge" stellt das BAG die Möglichkeit in den Raum "eine einengende, das Mindestentgelt nicht erfassende und damit den Vorgaben des § 9 Satz 3 AEntG genügende Auslegung" zu praktizieren, ohne dies im konkreten Fall entscheiden zu müssen.
Streitig und unklar ist, ob die vorgenannte BAG-Entscheidung auf für Mindestentgeltansprüche nach dem Mindestlohngesetz gilt. Dabei ist zu beachten, dass das Verbot von Ausschlussfristen nach dem Mindestlohngesetz etwas anders formuliert ist als das nach § 9 AEntG.

### Verjährung
Für die Verjährung gelten die allgemeinen Vorschriften des BGB.
- Beispiel: Ein am 15. Juli 2015 fälliger Anspruch auf Mindestentgelt verjährt am 31. Dezember 2018.